# Light Car Company Rocket
La Light Car Company Rocket fu la prima e unica vettura progettata dalla Light Car Company nel 2007 e con la sua carrozzeria monoposto ricorda le vetture di Formula 1 di inizio anni 60 come la Cooper T51 e la Ferrari 156 F1

## Dati tecnici
- Motore: Yamaha FJ1200
- Numero di cilindri e disposizione: 4 cilindri in linea
- Potenza massima: 169 CV/11.500 G/min
- Coppia massima: 117,0 Nm/9.145 G/min
- Cilindrata: 1.070 cm³
- Cambio: manuale a 5 marce + retromarcia
- Massa: 390 kg
- Rapporto peso-potenza: 2.34 kg/CV
- Velocità massima: 215 km/h